# ژاک یول
ژاک یول (انگلیسی: Jacques Ellul؛ ۶ ژانویهٔ ۱۹۱۲ – ۱۹ مهٔ ۱۹۹۴) فیلسوف، جامعه‌شناس، دانشمند و آنارشیست مشهور مسیحی اهل فرانسه بود. وی از اعضای مقاومت فرانسه بود.